# Dzwonkówka żyłkowana
Dzwonkówka żyłkowana (Entoloma venosum Gillet) – gatunek grzybów z rodziny dzwonkówkowatych (Entolomataceae).

## Systematyka i nazewnictwo
Pozycja w klasyfikacji według Index Fungorum: Entoloma, Entolomataceae, Agaricales, Agaricomycetidae, Agaricomycetes, Agaricomycotina, Basidiomycota, Fungi.
Po raz pierwszy opisał go w 1878 r. Claude-Casimir Gillet na ziemi, wśród mchów we Francji. Brak typu nomenklatorycznego. Synonimy:
- Hyporrhodius venosus (Gillet) Henn., in Engler & Prantl 1898
- Rhodophyllus venosus (Gillet) Kühner & Romagn. 1953

Polską nazwę zarekomendował w 2003 r. Władysław Wojewoda.

## Morfologia
Kapelusz
Średnica 2,5–12 cm, stożkowato-dzwonkowaty do półkulistego, następnie wypukły, w końcu płaski, z niskim, szerokim garbkiem, u młodych okazów z lekko podgiętym brzegiem. Jest nieco higrofaniczny; w stanie wilgotnym lekko prążkowany tylko na brzegu, lekko lepki, bardzo ciemno umbrowy, sepiowy lub czarnobrązowy, jednolicie ubarwiony, po wyschnięciu jaśniejszy, promieniście włókienkowaty, często z lekko pomarszczonym lub sfilcowanym środkiem.
Blaszki
50-90 z blaszeczkami (l = 3-7), średnio gęste, przyrośnięte, segmentowate do brzuchatych, czasami żyłkowane po bokach, szare, następnie szaro-różowe, w końcu ciemnobrązowo-różowe. Ostrza nieregularne, tej samej barwy.
Trzon
Wysokość 3,5–11 cm, grubość 0,3–1,5 cm, cylindryczny, czasami zwężający się lub rozszerzający ku podstawie,. Powierzchnia szarobrązowa, włóknisto-prążkowana, na szczycie oprószono-kłaczkowata.
Miąższ
Pod skórką szarobrązowy, w głębszych warstwach jaśniejszy. Zapach i smak silnie mączny-zjełczały.
Cechy mikroskopowe
Podstawki 4-zarodnikowe ze sprzążkami. Zarodniki 8–10,5 × 6,5–8 µm, Q = 1,1–1,6, heterodiametryczne, w widoku z boku 5–7-kątne. Cheilocystyd brak. Skórka kapelusza typu cutis lub ixocutis, zbudowana z wąskich, cylindrycznych lub lekko rozszerzonych strzępek o szerokości do 12 µm, zawierających wewnątrzkomórkowy pigment, ponadto o ścianach grubo inkrustowanych pigmentem. Sprzążki liczne we wszystkich częściach grzyba.

## Występowanie i siedlisko
Gatunek znany tylko w Europie, rzadki. W Polsce stanowiska tego gatunku podał Stanisław Domański w 1997 r. w Lasach Łochowskich. Według W. Wojewody (2003 r.) rozprzestrzenienie tego gatunku w Polsce nie jest znane, prawdopodobnie jest bardzo rzadki, być może nawet zagrożony wyginięciem, jednak w późniejszych latach podano wiele jego stanowisk.
Grzyb naziemny.